# John Barnard
För ingenjörofficeren, se John Gross Barnard.
John Barnard, född 4 mars 1946 i London, är en brittisk formelbildesigner. 
Barnard var under en mångårig karriär teknisk direktör för bl.a. formel 1-stallen McLaren, Ferrari och Benetton. Han uppfann kolfiberchassit och den automatiska växellådan och var med och vann McLarens konstruktörstitlar 1984, 1985 och deras förartitel 1986.